# Ultimo taglio
Pour plus de détails, voir Fiche technique et Distribution.
Ultimo taglio est un film dramatique italo-vénézuélien réalisé par Marcello Avallone et sorti en 1997.

## Fiche technique
- Titre original italien : Ultimo taglio ou Last Cut[1]
- Titre espagnol : El último barco
- Réalisation : Marcello Avallone
- Scénario : Marcello Avallone, Andrea Purgatori (it), Maurizio Tedesco (it)
- Photographie : Roberto Girometti
- Montage : Adriano Tagliavia
- Musique : Andrea Guerra (it)
- Effets spéciaux : Orlando Rosas, Victor Pontal
- Décors : Sandy Gelamby
- Costumes : Bilna Fuentes, Irama Diaz
- Maquillage : Gloria Lucavechi
- Production : Massimo Vigliar, Loreto Ricci, Adolfo Lopez Sojo
- Société de production : Surf Film S.r.l., Euro International Production Film
- Pays de production :  Italie -  Venezuela
- Langue originale : italien
- Format : Couleurs
- Genre : Drame
- Durée : 93 minutes
- Date de sortie : 
  - Italie : avril 1997

## Distribution
- John Savage : Leo Kimball
- Sabrina La Leggia : Mary
- Tomas Arana : Vincent
- Xavier Burbano : Luis
- Erich Wildprett : Diego
- Veronika Logan : Gloria
- Alejo Felipe : policier corrompu
- Helmut Berger : Gabo Rey